# František Drtikol
František Drtikol (Příbram, 3 maart 1883 - Praag, 13 januari 1961) was een Tsjechisch fotograaf.

## Leven en werk
Drtikol wilde eigenlijk kunstschilder worden, maar zijn vader koos voor hem de richting van de fotografie, waarin hij een opleiding volgde te München. Nadat hij voor diverse Europese studio's had gewerkt opende hij in 1907 zijn eerste eigen studio in Praag. Hij fotografeerde aanvankelijk vooral landschappen en portretten, met picturalistische technieken, beïnvloed door het symbolisme en de art nouveau. Vanaf 1914 begon hij ook naaktstudies te maken, in een dynamische stijl die geleidelijk steeds modernistischer werd. Invloeden van het kubisme en futurisme zijn duidelijk herkenbaar. Via uitgebalanceerde lichaamshoudingen in combinatie met licht- en schaduweffecten probeerde hij evenwichtige geometrische vormen te creëren. Drtikol werd ook bekend als een der eersten die met uitsneden werkte, vaak gelijkend op silhouetten van het menselijk lichaam, een techniek die door hem "photopurisme" werd genoemd. Veelal verwerkte hij deze uitsneden in collageachtige composities.
In de jaren twintig won Drtikol diverse internationale prijzen en publiceerde hij enkele fotoboeken, waarvan Le nus de Drtikol (1929) het meest bekend is. Nadat hij in 1935 zijn fotostudio verkocht legde hij zich voornamelijk toe op het kunstschilderen, vooral van boeddhistische, religieuze en filosofische thema's. Zijn roem als kunstenaar ging als schilder echter snel achteruit en hij overleed in 1961 eenzaam en vergeten te Praag, 77 jaar oud. Hij wordt algemeen beschouwd als de belangrijkste Tsjechische fotograaf van voor de Tweede Wereldoorlog.